# Schumannianthus dichotomus
Schumannianthus dichotomus (lùm nước) là một loài thực vật có hoa trong họ Marantaceae. Loài này được (Roxb.) Gagnep. miêu tả khoa học đầu tiên năm 1904. Loài này được dùng để sản xuất Shital pati, là một loài chiếu truyền thống ở Đông Ấn Độ và Bangladesh.
Trong tiếng Assam, loài này có tên là Pati Doi; Murta, Mostak, và Pati bet patipata và paitara là tên gọi trong tiếng Bengal, nó được tìm thấy ở những vùng ven sông như đảo Majuli ở Assam, và các huyện Noakhali, Tangail và Sylhet của Bangladesh .